# ناصر شامد
ناصر شامد (بالفرنسية: Nasser Chamed)‏ (4 أكتوبر 1993 بليون في فرنسا - ) هو لاعب كرة قدم فرنسي في مركز الوسط. شارك مع منتخب جزر القمر لكرة القدم. أما مع النوادي، فقد لعب مع نادي شاتورو ونيم أولمبيك.

## وصلات خارجية
- ناصر شامد على موقع قاعدة بيانات كرة القدم.إي يو (الإنجليزية)
- ناصر شامد على موقع ليكيب (الفرنسية)
- ناصر شامد على موقع ناشيونال فوتبول تيمز (الإنجليزية)
- ناصر شامد على موقع Soccerway.com (الإنجليزية)